# Yellek
Yellek é uma comunidade na província canadense de Ontário, localizada bem a oeste de North Bay (Baía do Norte), na margem norte do Lago Nipissing na cidade incorporada de Commanda. Agora, a região tem acesso apenas pela Highway 17.

## História
A comunidade foi fundada em 1915 pela Canadian Northern Railway como tapume ferroviário.
Localizando- se no meio de North Bay para Field, Yellek foi a primeira faixa a oeste passando de North Bay e teve esse em homenagem a  RJ Kelley (Yellek é "Kelley"  soletrado ao contrário).